# 君吻
《君吻》是日本的Enterbrain公司在PlayStation 2平台所發行的戀愛模擬遊戲，並依此改編的漫畫以及動畫與輕小說。

## 故事簡介
在暑假完結且開始新學期的時期，沒有戀愛經驗也沒接吻經驗的主角，發覺高校生活只餘下一半，想著這樣下去不行的他，決意要以一個月後與自己喜歡的女生逛學園祭為目標，並積極地向接吻進發。

## 登場人物
劇情主要以動畫版為主。

### 主要角色
相原光一（聲優：水島大宙（廣播劇CD版））
男主角。名字中的光一取自遊戲版（標準時）劇情CD版主人公的名字中的「光一」。並且是遊戲漫畫小說主角原型「相原光一」。
動畫版中變成兩位主角：真田光一和相原一輝，個性上也稍微不同。
星乃結美（聲優：小清水亞美）
班級：2年A班。身高：160cm。三圍：B83・W57・H84。血型：A型。生日：1月12日（魔羯座）。
一邊靜靜地思考，一邊默默地為大家打掃、收拾的善良少女。喜歡書本，並且擔任圖書委員的工作。喜歡使用巧克力與蛋的料理。擅長的料理是燉煮食物，喜歡相原光一。討厭果實類（因為能夠萌芽）。
動畫版中一開始不太接近人群，經由摩央、光一的邀請到卡拉OK唱歌，慢慢地比較接近人群，並與光一參加電影研究部的活動，曾幫光一想電影小說的劇本。
預定在9月底轉學，雖然在轉學之前和光一製造不少美好的回憶，但隱約察覺光一真正喜歡的是摩央，在光一提出分手後平靜接受。
人氣投票排名第三名。
里仲成美（聲優：水橋香織）
班級：1年A班。身高：147cm。三圍：B75・W56・H78。血型：B型。生日：4月8日（牡羊座）。
開朗且十分有精神。父母在經營烏龍麵店。與隸屬家庭部的兩位友人在部內組成烏龍麵同好會。能夠以烏龍麵店來支持祖父是其夢想。與菜菜十分友好，經常一起行動。與菜菜做了很多烏龍麵，例如:蜂蜜芥末烏龍麵、鵝肝醬烏龍麵。
人氣投票排名第九名。
水澤摩央（聲優：池澤春菜）
班級：3年C班。身高：162cm。三圍：B89・W58・H87。血型：O型。生日：2月27日（雙魚座）。
性格開朗大方，到中學生為止以「超」為口頭禪的讀書狂，考試失敗後行為突然改變，變得熱心追求流行時尚。由於考試失敗後遺症「學習過敏」發症，只要接觸到教科書就起雞皮疙瘩。喜歡的東西是螃蟹。
動畫版中和一輝和光一是青梅竹馬，從法國歸國，一開始認為自己對光一只是弟弟般的情感。對甲斐有一定程度的好感，時常去甲斐打工的餐廳聽爵士音樂。光一發燒時，曾經對光一動搖，產生戀愛的感情，對甲斐的感情遲遲下定不了決心。某天攝影結束後，獨自到甲斐打工的酒吧，終於發覺到自己的情感，對光一的感情是戀愛而非只是弟弟而和甲斐分手。最後與光一互相告白。
人氣投票排名第二名。
咲野明日夏（聲優：廣橋涼）
班級：2年C班（動畫版A班）。身高：164cm。三圍：B88・W58・H88。血型：B型。生日：8月9日（獅子座）。
和主角是同級生，超喜歡足球的足球社社員。但因學校沒有女性代表隊而無法出賽。對戀愛和學習不在行。
動畫版中原本討厭一輝對於足球半吊子的態度而激勵一輝，在一次練習中腳扭傷之後對於一輝產生好感。雖然知道一輝喜歡的人是二見，但是最後仍然向一輝告白，雖然被拒絕但獻出自己的吻給一輝。
人氣投票排名第四名。
二見瑛理子（聲優：田中理惠）
班級：2年B班（動畫版C班）。身高：162cm。三圍：B78・W55・H79。血型：AB型。生日：11月1日（天蠍座）。
和主角是同級生，IQ190的孤獨天才美少女，總是一個人獨自待著，對人的搭話也是簡單帶過。她的頭腦被父母過度保護，不允許她進行活潑的活動所以喜歡孤獨一人，心窗被關閉著，左撇子。被老師們予以厚望，不過覺得學校的課程沒有意思，所以在課業上有些偷懶。
動畫版中因為紙飛機而與一輝相遇，並跟一輝作了一個有關人為什麼會喜歡另一個人的實驗，結果失敗，一度斷絕與一輝的聯繫。不過在經過一些事件後，逐漸對一輝敞開心房，最後與一輝互相告白。
喜歡的食物是洋芋片搭配美乃滋+蜂蜜一起吃，是一位大家都認同的味覺不行的味癡。曾挑戰過幸來軒拉麵館裡被喻為極為難吃的莓果拉麵，覺得好吃。
人氣投票排名第一名。
祇条深月（聲優：能登麻美子）
班級：2年B班（動畫版C班）。身高：158cm。三圍：B77・W55・H78。血型：A型。生日：10月19日（天秤座）。
出生於日本少數名門，家族富有。和主人公同學年、貨真價實的「深宅的令嬡」。自小就接受英才教育。坐私家車登校、但放學時自己回家。
動畫版中無論上學或放學都坐私家車，說話溫柔且總是使用敬語。
人氣投票排名第五名。
生惠（聲優：中原麻衣）
班級：2年A班。身高。149cm（動畫版158cm）。三圍：B81・W58・H82。血型：O型。生日：5月11日（金牛座）。
家業柔道道場傳人，在父親嚴格的教育下成為有段者。擔任風紀委員，個性多事嚴格，極端嚴格遵守校則。
動畫版特別篇的主角。

### 次要角色
菜菜（聲優：野川櫻）
班級：1年A班。身高：146.5cm。三圍：B73・W58・H79。血型：A型。生日：3月1日（雙魚座）。
動畫版中為相原一輝的妹妹。有著嚴重的戀兄情結，就算在學校亦黏著一輝不放，有著珍藏的布娃娃。
川田知子（聲優：川澄綾子）
所屬：3年C班班級導師。身高：164cm。三圍：B86・W59・H90。血型：O型。生日：6月24日（巨蟹座）。
現代國語教師，也是游泳部與電影研究部的顧問。綽號「TOMO醬」。特長是占卜。
本來是作為同級生設計的角色，但後來卻被作為老師設定。
柊明良（聲優：福山潤）
班級：2年A班。身高：172cm。血型：O型。誕生日：1月29日 。星座：水瓶座。
應援主角戀愛的率直的親友。「頭腦聰明、體育也很不錯」這些受歡迎的要素豐富、但看來沒有女朋友。基本上是作為進行角色指導者。
動畫版中為電影研究社社員，頭腦冷靜成績優異，受到女同學歡迎。有著搜查女同學資料的嗜好。
飛羽愛美（聲優：原田瞳）
班級：1年C班。
里仲的朋友。烏龍麵同好會的一員。被里仲叫做「MANA醬」。
夕月薰子（聲優：佐藤泉美）
班級：1年B班。
里仲的朋友。烏龍麵同好會的一員。被里仲叫做「RUKKO醬」。
里仲軍平（聲優：大橋隆昌）
里仲的祖父。烏冬屋「里仲」的店主。頭髮是白髮。
小早川美千（聲優：佐藤泉美）
咲野憧憬的女學生。特徵是額頭的橡皮膠。
霧島敬子（聲優：原田瞳）
美人補導員。

### 廣播劇原創角色
相原光一（聲優：水島大宙）
廣播劇CD Vol.1男主角之一。
飯島尚人（聲優：日野聰）
廣播劇CD Vol.2 男主角之一。
櫻井俊介（聲優：私市淳）
廣播劇CD Vol.3男主角之一。

### 動畫版原創角色
真田光一（聲優：日野聰、中尾衣里（童年時代））
班級：2年A班。動畫版男主角之一，取自遊戲男主角預設名「光一」，在動畫版中以摩央、星乃的三角關係為中心進行故事的展開。
幼年時期有成為小說家的夢想。在動畫版中裡與一輝、柊是電影研究部的一員。喜歡同班同學星乃，在經過一些事件之後，與星乃之間的感情更加堅定。甚至被星乃告知即將轉學的時候，曾經說出：「即使轉校，我們也永遠在一起」。然而在學園祭的最後，表達出自己真誠的感情，喜歡的人是摩央而與星乃分手。之後與摩央互相告白。
相原一輝（聲優：水島大宙、豐崎愛生（童年時代））
班級：2年A班。動畫版男主角之一，取自遊戲男主角預設名「相原」，在動畫版中以二見、咲野的三角關係為中心進行故事的展開。
菜菜的大哥，在動畫版中裡與真田、柊是電影研究社的一員，同時也是足球社社員。在捨棄半途而廢心態全力參與足球隊練習後，使同社團的咲野對其產生好感，最後拒絕咲野的告白。
因為撿到二見折成紙飛機的0分考卷而和二見接觸，在努力不懈追求後與二見互相告白。
甲斐榮二（聲優：櫻井孝宏）
班級：3年C班。動畫版原創男角色，和摩央以外的女生一直到最後都沒有切點，以和摩央順利的交往為中心進行故事的展開。
以吹奏薩克斯風為目標聞名的俊美學長，在爵士酒吧打工，以巡迴演奏為志願無意升學。和同班的摩央感情融洽，使得摩央在其與光一間難以選擇，最後摩央確認自己的感情之後與其分手，但仍維持友好關係。

## 工作人員
- 製作：
- 監督：坂本俊博
- 人物設計：高山箕犀
- 音樂：岩垂德行

## 動畫
月刊Newtype2007年7月號放出動畫化消息，聲優和遊戲完全一樣。2007年10月6日以「君吻 pure rouge」的標題播放。

### 主題曲
- 片頭曲：「青空loop」
  - 作詞、作曲：micco，編曲：菊池達也，主唱：marble《micco & 菊池達也》
- 片尾曲：
  - 「願い星」（第1～12，部分TV18話）
    - 作詞、作曲：snilo，編曲：虹音，主唱：snow*(大竹佑季)

  - 「忘れないで」（第13～24話）
    - 作詞、作曲：snilo，編曲：snilo 石川智久，主唱：Suara

### 各集標題
| 話數   | 標題             | 劇本       | 分鏡     | 演出               | 作畫監督                                               | 總作畫監督      |
| ------ | ---------------- | ---------- | -------- | ------------------ | ------------------------------------------------------ | --------------- |
| 1      | Meet Again       | 土屋理敬   | 笠井賢一 | 石田暢             | 冷水由紀繪、岩倉和憲、富岡寛                           | -               |
| 2      | Cool Beauty      | 土屋理敬   | 高田耕一 | 高島大輔           | 谷川政輝・宮下雄次 石田啓一・鐘堕咏慈                  | 兵渡勝          |
| 3      | Book Mark        | 為我井徹   | 鈴木洋平 | 鈴木洋平           | 松原一之・中山由美 鳥宏明・宮下雄次 石田啓一・岩倉和憲 | -               |
| 4      | Step In          | 土屋理敬   | 葛谷直行 | 小林公二           | 柳伸亮・大薮佳奈子                                     | 兵渡勝          |
| 5      | Jump Up          | 水上清資   | 橋本敏一 | 橋本敏一           | 門智昭・冷水由紀絵                                     | -               |
| 6      | Each Melancholy  | 伊藤美智子 | 浅野勝也 | 浅野勝也           | 冨岡寛・矢向宏志                                       | -               |
| 7      | Dear Actress     | 土屋理敬   | 高田耕一 | 河村智之           | 都竹隆治・鐘堕咏慈 冷水由紀絵・松原一之                | 兵渡勝          |
| 8      | Close to You     | 國澤真理子 | 須永司   | 石田暢             | 村松尚雄・金田栄二 冨岡寛                              | 川田剛          |
| 9      | Water Girls      | 横谷昌宏   | 紅優     | 橋本敏一           | 松原一之、石田啓一 宮下雄次、佐藤敏明                  | 兵渡勝          |
| 10     | Miss Tone        | 水上清資   | 高田耕一 | 高島大輔           | 冷水由紀絵、宮川智恵子 川田剛                          | 川田剛          |
| 11     | Tear Drops       | 伊藤美智子 | 鈴木洋平 | 小林公二           | 柳伸亮、大藪佳奈子                                     | -               |
| 12     | Passing Rain     | 横谷昌宏   | 須間雅人 | 山田一夫           | 浅野勝也、松原一之 石田啓一、谷川政輝 宮川智恵子       | 川田剛          |
| 13     | Crossroad        | 伊藤美智子 | 鈴木洋平 | 鈴木洋平           | 富岡寛、矢向宏志                                       | -               |
| 14     | Summer Holidays  | 國澤真理子 | 橋本敏一 | 橋本敏一           | 冷水由紀絵、大木良一 川田剛                            | 川田剛          |
| 15     | Now's the Time   | 水上清資   | 高田耕一 | 北川正人           | 星二徹、大貫希 花輪美幸                                | 兵渡勝          |
| 16     | Stand In         | 横谷昌宏   | 福田道生 | 高島大輔           | 金田栄二、西村広                                       | 川田剛          |
| 17     | Her Answer       | 伊藤美智子 | 石田暢   | 石田暢             | 松原一之、石田啓一 谷川政輝                            | 兵渡勝          |
| 18     | Rainy Blue       | 國澤真理子 | 高田耕一 | 小林公二           | 柳伸亮、大藪佳奈子                                     | 兵渡勝          |
| 19     | True Heart       | 土屋理敬   | 鈴木洋平 | 鈴木洋平           | 冷水由紀絵、下谷智之                                   | -               |
| 20     | Uncontrollable   | 水上清資   | 高田耕一 | 高島大輔           | 矢向宏志、冨岡寛                                       | -               |
| 21     | Cutting Memory   | 横谷昌宏   | 橋本敏一 | 橋本敏一           | 山田裕子、谷川政輝 大木良一                            | 川田剛 下谷智之 |
| 22     | Time Goes By     | 伊藤美智子 | 高田耕一 | 小林公二、高田耕一 | 星二徹、崔副京 森田実、金一倍                          | 兵渡勝          |
| 23     | Miss You         | 國澤真理子 | 石田暢   | 石田暢             | 松原一之、大木良一 石田啓一、宮下雄次                  | 川田剛          |
| 24     | ……And Meet Again | 土屋理敬   | 鈴木洋平 | 鈴木洋平           | 冷水由紀絵、兵渡勝                                     | 兵渡勝          |
| 特別篇 | Love Fighter     | 土屋理敬   | 笠井賢一 | 笠井賢一           | 下谷智之                                               | -               |

### 播放電視台
日本深夜動畫：下文記載的日本国内播放時間使用日本標準時間（UTC+9）表示。因為部分時間标识會採用30小时制，因此請留意这类超过24:00的时间，其實際播放時間為翌日清晨。
| 電視台       | 播放期間       | 播放時間（UTC+9）                              |
| ------------ | -------------- | ---------------------------------------------- |
| 每日放送     | 2007年10月6日  | 星期六 26：55～27：25（星期日 02：55～03：25） |
| 千葉電視台   | 2007年10月7日  | 星期日 25：30～26：00（星期一 01：30～02：00） |
| RKB每日放送  | 2007年10月7日  | 星期日 26：13～26：43（星期一 02：13～02：43） |
| 神奈川電視台 | 2007年10月8日  | 星期一 23：00～23：30                          |
| 埼玉電視台   | 2007年10月10日 | 星期三 25:30～26:00（星期四 1:30～2:00）       |
| 愛知電視台   | 2007年10月12日 | 星期五 25：58～26：28（星期六 01：58～02：28） |

## 外部連結
- 君吻官方網站（页面存档备份，存于）（日語）
- 動畫官網（页面存档备份，存于）（日語）